# Бертран I де Бо (граф д’Авеллино)
Бертран I де Бо (фр. Bertrand I des Baux, ум. 1305) — сеньор де Бо с 1268, граф д’Авеллино с 1277.
Сын Барраля I, сеньора де Бо и Сибиллы д’Андюз.
Отличился в битве при Беневенто, а затем произвел впечатление на Карла Анжуйского эффектным жестом, когда после победы зашла речь о разделе сокровищ Манфреда, найденных в замке Капуи. Король попросил весы, чтобы это сделать. «Зачем нужны весы?», — сказал Бертран, и сгреб ногой три более или менее равные кучки. «Вот ваше, Сир», — сказал он, указывая на самую большую, — «другая для мадам королевы, а эта — для ваших рыцарей».

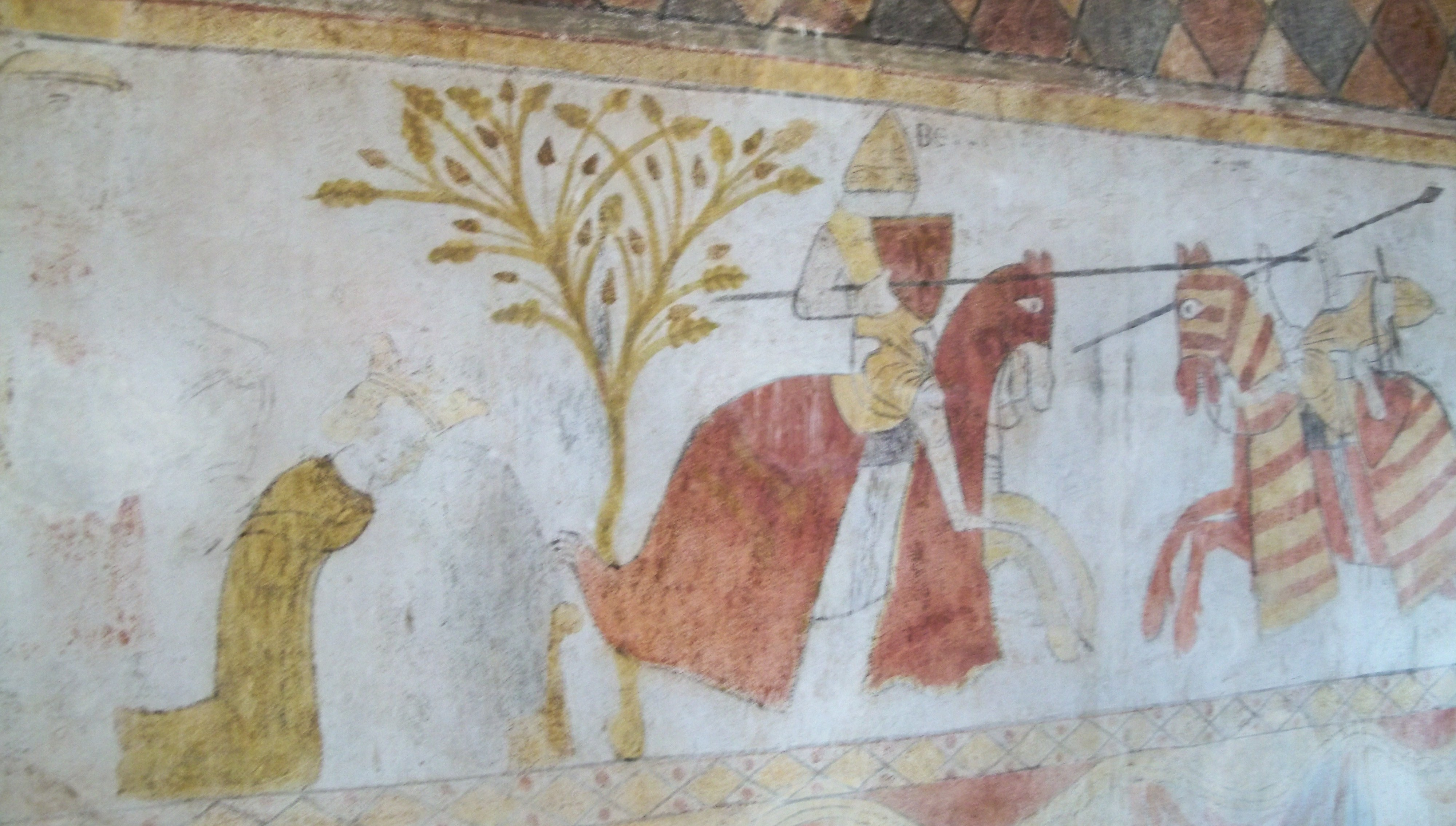
Бертран поражает воина Манфреда. Фреска в башне Ферранд в Перн-ле-Фонтен. XIII век

В 1268 король пожаловал ему Авеллино, Кальви, Падулу, Франколизе и Риардо, приносившие годовой доход в 600 унций золота, что сделало Бертрана одним из самых крупных баронов королевства. За это он был обязан выставлять каждый год на королевскую службу тридцать рыцарей на протяжении трех месяцев. Несмотря на долю в добыче, Бертрану, чтобы выплатить свои долги, пришлось в 1268 заложить замок Монтё в Провансе, а в 1272 продать землю Босе епископу Карпантра.
В 1270—1271 был викарием Карла Анжуйского в Риме, и носил титул сенатора Рима.
В 1277 Карл Анжуйский возвел сеньорию Авеллино в ранг графства и дал Бертрану как фьеф ряд владений в Терра ди Лаворо. В 1284 дядя Бертрана Гильом де Пертюи, после смерти своего бездетного сына Бертрана, соратника Барраля I, уступил ему баронию Пертюи.
Жестокость и вымогательства Бертрана вызывали сильное недовольство его вассалов, в Авеллино дело даже дошло до восстания. Королю несколько раз пришлось вмешиваться, чтобы уладить конфликты графа с его людьми. В 1278 Бертран отправился в свои прованские владения, заниматься улаживанием споров с соседями, и пробыл там до 1286. Сицилийским дворянам было запрещено покидать королевство больше чем на год, но для него было сделано исключение.
В 1286 был вызван регентом королевства Робертом II д’Артуа вместе с сыновьями Раймондом и Гуго и принял командование флотом из сорока кораблей, предназначенным для экспедиции на Сицилию. Весной 1287 высадился на острове Аугуста, у берегов Сицилии, но оказался блокирован арагонцами. Флот, посланный ему на помощь регентом, был уничтожен адмиралом Руджеро де Лауриа в Неаполитанском заливе 24 июня 1287. После этого Бертран капитулировал. Чтобы его выкупить, Роберту д’Артуа пришлось отдать арагонцам остров Искью, однако, сыновья Бертрана оставались в плену до 1290. В том году Бертран был направлен послом к Альфонсу III Арагонскому и договорился о двухлетнем перемирии.
Через некоторое время он вернулся в Прованс, где и провел остаток жизни, наведавшись в Италию только один раз, в 1302. Его денежные затруднения, несмотря ни на что, не прекращались. Споры с архиепископом Арльским, особенно из-за разграничения в Мурье, продолжали давний конфликт его отца Барраля и его деда. Даже вмешательство короля Неаполя не помогло решить этот спор. Бертрану пришлось продать королю и архиепископу Арльскому ряд владений в Провансе и Италии, в том числе и замок Тренкетай, одну из цитаделей рода де Бо. И все равно выпутаться из долгов не удавалось. Земельные владения были заложены и Бертран даже опасался, что ничего не сможет передать своему наследнику.

## Семья
1-й брак (1263): Филиппина де Пуатье, дочь Аймара III де Пуатье, графа де Валентинуа
- Раймонд I де Бо, граф д’Авеллино
- Гуго (ум. 1303), сеньор де Лориоль, сенешаль Карла II в Пьемонте и генеральный викарий в Ломбардии, убит в Милане. Жена: Сесилия де Сабран.
- Сибилла (ум. 1360). Муж: Аймар V де Пуатье, граф де Валентинуа
- Беатриса, называемая Pontessone (ум. 1324). Муж (1284): Гиг де ла Тур дю Пэн (ум. 1319), барон де Монтобан, сын Умберта I, дофина Вьеннского

2-й брак: Агата де Мевуйон, сеньора де Каромб, де Брант и де Плезиан, дочь Раймонда де Мевуйона
- Барраль II (ум. 1331), сеньор де Каромб, де Брант, де Плезиан и де Лорето. Жена: Альтегриния ди Луко (ум. после 1331), дочь Джованни ди Лука, сеньора Отранто, Сорано и Спекьо, и Марии делла Марра
  - Жак (ум. после 1331), сеньор ди Лорето
- Агу де Бо
- Сесилия, называемая Rascasse (ум. после 1342), сеньора де Каромб, де Брант и де Плезиан. Муж: Раймонд Гильом, сеньор де Бюдо